# Ringspoorbaan
De Ringspoorbaan is een spoorlijn om de stad Amsterdam heen. De lijn bestaat uit het Amsterdamse deel van de Schiphollijn, met aansluitingen op de Zaanlijn en de spoorlijn Amsterdam - Utrecht. De Ringspoorbaan heeft een westtak (deel van de lijn Schiphol - Amsterdam Centraal) en een zuidtak (deel van de verbinding Schiphol - Amsterdam Zuid - Weesp). Er is (nog) geen boog rechtstreeks van de westtak naar de zuidtak, en een echte ring is het daarom niet: het is niet mogelijk een rondje te rijden.

## Geschiedenis
De eerste plannen dateerden uit de jaren zestig van de 19e eeuw. Er was toen een centraal station voorzien ten zuiden van de Singelgracht. Uiteindelijk koos de regering in Den Haag voor een locatie in het IJ, waar het in 1889 geopende Centraal Station kwam te liggen op een aangeplempt eiland.
In 1905 kwamen er nieuwe plannen voor een ceintuurspoorbaan. Deze zou komen te liggen door de polders ten westen en ten zuiden van de stad en was vooral bestemd om het goederenvervoer vanuit de havens aan de westkant buiten de stad om te voeren richting Amersfoort en Utrecht. In 1915 volgde het besluit tot aanleg. In het Plan Zuid van Berlage uit 1917 was ook een Zuiderstation opgenomen op de plek waar nu Station Amsterdam Zuid ligt.

### Begin aanleg
Na de annexatie in 1921 van (delen van) de aanliggende gemeenten, waaronder Sloten, startte nog datzelfde jaar de aanleg van het dijklichaam, eerst aan de zuidkant van de stad, later in de jaren twintig ook aan de westkant, door de Sloterpolder. In het kader van de werkverschaffing werden vanaf 1933 werklozen in de crisisjaren van de jaren dertig hiervoor aan het werk gezet. Dit werk concentreerde zich aan de zuidoostkant, waar in 1939 het gedeelte tussen Duivendrecht en Watergraafsmeer voltooid als verbinding tussen het rangeerterrein in de Watergraafsmeer en de spoorlijn naar Utrecht. Dit deel kwam in gebruik in 1939 als onderdeel van de Spoorwegwerken Oost. De rest van het tracé werd niet voltooid.
In de verder niet voltooide Ringspoorbaan werden wel enkele bruggen en viaducten gebouwd, die uiteindelijk nooit gebruikt zouden worden. Dit betrof de overbruggingen van de Sloterweg, Haarlemmermeerspoorlijn, Amstelveenseweg en Boerenwetering. De brugdelen werden voor een deel in 1945 verwijderd voor herstel van de vernielde bruggen te Warmond in de spoorlijn Haarlem - Leiden. De brug over de Boerenwetering bleef liggen tot in de jaren zestig. Er zouden uiteindelijk nooit goederentreinen over de Ringspoordijk rijden.
De Ringspoordijk werd in de jaren vijftig en zestig op diverse plaatsen doorgraven voor wegen naar de nieuwe stadsuitbreidingen in het westen (Westelijke Tuinsteden) en het zuiden (Buitenveldert). De dijk zelf werd een soort natuurgebied. Dankzij het kalkrijke duinzand ontstond hier een rijke vegetatie. Vanaf de jaren zestig werd de dijk tussen de Schinkel en de Amstel verbreed t.b.v. de aanleg van de Ringweg A10.

### Voltooiing

#### Zuidtak
Toen in de jaren zeventig de Schiphollijn werd aangelegd, werd de Ringspoordijk hiervoor benut. In 1978 kwam het gedeelte tussen Amsterdam Zuid en Schiphol in gebruik. In 1981 werd het gedeelte tussen Amsterdam Zuid en Amsterdam RAI in gebruik genomen.
In 1993 werd het laatste deel van de Ringspoorlijn in gebruik genomen, de rest van de zuidelijke tak van Amsterdam RAI naar Weesp. Hier kwamen de twee nieuwe stations, Duivendrecht en Diemen Zuid, in gebruik. In 2006 kwam daar nog de Utrechtboog bij.

#### Westtak
Voor de verbinding van Schiphol met het Centraal Station werd de westelijke tak van de Ringspoordijk benut. Hier werden drie nieuwe stations, gedeeltelijk op viaducten, gebouwd: Amsterdam Lelylaan, Amsterdam De Vlugtlaan en Amsterdam Sloterdijk. Deze verbinding werd in 1986 geopend. Het treinstation De Vlugtlaan werd in 2000 alweer gesloten (zie verder hieronder). In 2003 kwam daar nog de Hemboog bij.

#### Kruisingsstations
Bijzonder aan de Ringspoorbaan is dat er twee kruisingsstations in twee niveaus in zijn opgenomen: Amsterdam Sloterdijk in het noordwesten en Duivendrecht in het zuidoosten. Deze hebben beide een belangrijke functie als overstapstation.

## Metro
Over de Ringspoordijk werden ook metrolijnen aangelegd. Tussen Duivendrecht en Diemen Zuid kwam in 1977 de latere lijn 53 (Gaasperplaslijn) in gebruik. Tussen Overamstel, Amsterdam RAI en Amsterdam Zuid kwam in 1990 lijn 51 (Amstelveenlijn) in gebruik. Het gedeelte tussen Amsterdam Zuid, Amsterdam Lelylaan en Sloterdijk (Isolatorweg) werd in 1997 geopend, toen lijn 50 (Ringlijn) hier ging rijden. De metrosporen liggen steeds aan de binnenzijde (stadszijde) van de dijk. Aan de buitenzijde is nog een strook grond gereserveerd voor twee extra treinsporen, zodat er uiteindelijk plaats is voor maximaal zes sporen (twee metro en vier trein). Sinds 2019 rijden tussen Sloterdijk en Overamstel twee metrolijnen: lijn 50 en lijn 51.

## Nieuwe verbindingen
De halte Amsterdam De Vlugtlaan werd gesloten in 2000, toen werd begonnen met de bouw van de Hemboog nabij Sloterdijk, die een verbinding van Schiphol naar Zaandam (– Hoorn) ging vormen. Deze kwam in 2003 in gebruik. In 2008 kwam ook de halte Sloterdijk-Hemboog in gebruik. Deze werd van een halfronde overkapping voorzien, waarvan de vorm is afgeleid van de eerder gebouwde kappen in dit station.
In 2006 kwam de Utrechtboog in gebruik, de verbinding van de stations Schiphol, Amsterdam Zuid en Amsterdam RAI naar Amsterdam Bijlmer ArenA en verder in de richting Utrecht.
In het verleden is er ook ruimte gereserveerd voor een spoorboog door de Riekerpolder, die de westtak met de zuidtak verbindt (Lelylaan naar Zuid). Langs dit tracé zijn in 1997 twee sporen aangelegd voor metrolijn 50. De bouw van een Riekerpolderboog voor treinverkeer is nu niet aan de orde, maar is nog niet definitief afgeblazen. Omdat het treinverkeer rond Amsterdam nog steeds groeit is het goed mogelijk dat er in de toekomst een echte Ringspoorlijn ontstaat.
Ook over de Oosttak van Duivendrecht naar de Watergraafsmeer, door Diemen, wordt al jaren gesproken. Deze verbinding bestaat al als enkelsporige verbinding met het opstelterrein Watergraafsmeer, en is reeds voorbereid op dubbelspoor.

## Spoorverdubbeling
In het kader van het project OV SAAL is het baangedeelte tussen de aansluiting Riekerpolder en de splitsing bij de Utrechtboog viersporig gemaakt. Het station Amsterdam Zuid telt sinds 2006 al vier sporen. Station Amsterdam RAI werd van een tweede perron met twee sporen voorzien. Er werd een tweede beweegbare spoorbrug gebouwd over de Schinkel en een tweede vaste brug over de Amstel. Ook de viaducten over de Museumtramlijn, Amstelveenseweg, Parnassusweg, Beethovenstraat, Utrechtseweg en Spaklerweg werden verdubbeld. De werkzaamheden waren in 2016 klaar.